# Оркестра типика
Оркестра типика или просто типика (исп. Orquesta típica) — латиноамериканский музыкальный коллектив, который играет популярную музыку. Состав зависит от страны и на сегодняшний день термин применим и за пределами Латинской Америки. Обычно используется для групп среднего размера (от 8 до 12 музыкантов) в некотором чётко определённом инструментальном составе.

## Аргентина и Уругвай
В Аргентине и Уругвае термин обычно ассоциируется с музыкой танго. Первоначальный ансамбль для исполнения танго музыки состоял из гитары, флейты и скрипки, а позже, бандонеон заменил флейту, которую опять включил в состав оркестра Астор Пьяццолла, также в 30-е годы к оркестру типика было добавлено фортепиано.
Происхождение термина оркестра типика (или оркестра типика криола) принадлежит бандонеонисту, режиссёру и композитору Висенте Греко (исп. Vicente Greco) (1888—1924). Первоначально под этим оркестром подразумевался состав с двумя или более скрипками или бандонеоном. Обычно эти ансамбли состояли из инструментов самого жанра, который они исполняли, если говорить о танго музыке, то это фортепиано, бандонеон, скрипки, контрабас, гитара, флейта, и часто альт и виолончель.
Первоначально музыканты ходили в течение одного дня от одного заведения в другое, в которых играли, будь то бары, кафе или бордели, что и обуславливало инструментальный состав, это всегда были портативные музыкальные инструменты, которые легко носить с собой. С развитием танго как социального танца и принятием его в обществе, музыканты могли себе позволить работать на одном месте, что позволило включать в состав оркестра типика не только лёгкие и портативные инструменты, но и тяжелые инструменты, например, фортепиано и арфа.
Состав оркеста типика часто менялся и по количеству музыкантов и по инструментальному составу. Как правило, ансамбль включает в себя группу струнных: скрипка, альт и виолончель, группу бандонеонов из 3 или более бандонеонов и ритмическую группу: фортепиано и контрабас. Оркест типика является расширенной версией секстета типика, который включает в себя 2 бандонеона, две скрипки, контрабас и фортепиано.
Сегодня многие оркестры танго стараются подражать такому составу и самым популярным составом ансамбля является оркестр из скрипки, бандонеона, контрабаса и фортепиано.

### Оркестры типика Аргентины
- Juan D´Arienzo
- Ángel D’Agostino
- Alfredo de Ángelis
- José Basso
- Miguel Caló
- Alfredo Gobbi
- Mariano Mores
- Francini-Pontier
- Carlos Figari
- Osmar Maderna
- Osvaldo Pugliese
- Carlos di Sarli
- Héctor Stamponi
- Ricardo Tanturi
- Aníbal Troilo
- Héctor Varela
- Orquesta Típica Fernández Fierro
- Orquesta Típica Ciudad Baigón
- Horacio Salgán

### Оркестры типика Уругвая
- Francisco Canaro
- Juan Canaro
- Juan Cao
- Minotto di Cicco
- Típica Jaurena
- Luis Caruso
- Rogelio Coll
- Roberto Cuenca
- J. A. Espíndola
- Panchito Maqueira
- Facu Bonari
- Don Horacio
- Hugo Di Carlo
- Romeo Gavioli
- Mouro y Maqueira
- Walter Mendez
- Puglia — Pedroso
- Donato Raciatti «Tipica Sondor»
- Miguel Villasboas
- Nelson Alberti «A lo Darienzo»
- Matos Rodríguez

## Куба
На Кубе оркест типика представляет собой ансамбль, состоящий в основном из духовых инструментов. Они существовали по крайней мере с середины XIX-го века и дошли до наших дней. Один из самых ранних, оркестр Флор-де-Куба (англ. Orquesta Flor de Cuba), имел следующий состав: корнет, тромбон, офиклеид, два кларнета, две скрипки, контрабас, литавры и гуиро. Офиклеид был своего рода бас-горном с клапанами, изобретенный в 1817 году, сегодня заменён на тубы и / или эуфониум. Состав ранних оркестров типика мог очень сильно отличаться. Позже произошла унификация по инструментальному составу оркестров. Сегодня обычным составом оркестра типика является: две трубы, тромбон, контрабас, фортепиано, конга, бонго или тимбал (и/или несколько тимбал) и гуиро.

## Гондурас
В Гондурасе оркестр типика как правило состоит из маримбы, гитары, бас-гитары, гитаррона, конга и ударной установки.

## Современные оркестра типика
- Orquesta Típica Fernández Fierro
- Orquesta Típica Ciudad Baigón
- Septetoscopio
- El Afronte
- La Furca
- La Siniestra
- El Cachivache Quinteto [1]
- El Despiole Tango [2]
- China Cruel
- El Caburé
- Color Tango
- Tangoloco
- El Arranque
- Los Reyes del Tango
- Sans Souci
- Orquesta Típica Daniel García Blanco (México)
- Orquesta Típica de la Casa de la Música Mexicana [3]